# Jürgen Bodeux
Jürgen Bodeux (* 28. Juli 1953 in Wanne-Eickel) erlangte Bekanntheit durch seine Verwicklung in die Ermordung des Studenten Ulrich Schmücker und sein späteres Auftreten im Schmücker-Prozess als Angeklagter und Zeuge.

## Leben
Der Vater war Versicherungsjurist. Seine Mutter trennte sich von ihm, als Jürgen Bodeux vier Jahre alt war. Das Kind wuchs bei seinem Vater in Köln-Porz auf. Bodeux besuchte mehrere Schulen, kam in ein Internat und verließ die Schule ohne Abschluss. Den Hauptschulabschluss erlangte er über die Volkshochschule. Eine Lehre zum Steuergehilfen brach er ab. 1970 wandte er sich der Drogenszene zu. Laut Stefan Aust nahm Bodeux alle möglichen illegalen Drogen, auch Heroin, welches er schnupfte.

## Politisches Engagement
Im Jahr 1972 begann er sich für Politik zu interessieren und wurde bei der SDAJ aktiv, was aber nicht lange andauerte. Bodeux verkehrte in linken Kreisen und wurde meist nach kurzer Zeit fallengelassen, weil er radikale Sprüche klopfte, aber meist wenig tat. 1973 hat er die Nähe zur Roten Hilfe in Bonn gesucht und engagierte sich für politische Gefangene.

### Schmücker-Mord
Bodeux suchte den Kontakt zur linksterroristischen Szene, um Mitglied einer Terrorgruppe zu werden. Er geriet in Berlin in den Kreis von Personen, dem auch Ulrich Schmücker angehörte, wenngleich dieser in der Szene als V-Mann des Verfassungsschutzes oder als eine Art von Verräter galt. Bodeux machte 1974 in Berlin die Bekanntschaft der Wolfsburgerin Ilse Schwipper, der er bereits während ihrer Haftzeit 1973 geschrieben hatte. Er lebte auch in ihrer Kommune in Wolfsburg-Heßlingen und wurde ihr Geliebter. Schmücker wurde am 4. Juni 1974 erschossen im Grunewald gefunden. Im folgenden Prozess trat Bodeux als Kronzeuge auf. Er behauptete, die Tatwaffe, eine "Parabellum 08", besorgt und mit der Hauptangeklagten Ilse Schwipper bei einem Berlin-Aufenthalt den Tatort ausgewählt zu haben. Er bestritt jedoch, selbst geschossen zu haben. Er erhielt eine Jugendstrafe von fünf Jahren, die er annahm und von denen er drei Jahre absaß. Die anderen Angeklagten gingen in Revision.
In einer Neuauflage des Schmücker-Prozesses 1978/79 vermuteten Strafverteidiger, dass Bodeux bereits 1974 als Zuträger des Verfassungsschutzes die Szene ausspioniert habe. Welche Rolle er bei der Ermordung Ulrich Schmückers spielte, wurde nicht aufgeklärt. Die durch seine Aussage erfolgten Urteile gegen die anderen Beschuldigten wurden nach jahrelangen Prozessen korrigiert.